# 浦島宣哉
浦島 宣哉（うらしま のぶや、1965年2月13日 - ）は日本の実業家。ファミリーマート常務執行役員CSO兼経営企画本部長。

## 来歴
一橋大学商学部卒業。一橋大学商学部在学中は損害保険のゼミに所属していた。1987年4月 伊藤忠商事入社。保険部配属。
香港、シカゴ、ニューヨークなどでの勤務を経て、2006年4月 伊藤忠保険サービス取締役副社長。
2019年4月1日 伊藤忠商事人事・総務部長兼人事・総務部コンプライアンス責任者。2021年4月1日 ファミリーマート取締役常務執行役員CSO兼経営企画本部長。

## 略歴
- 1987年4月：伊藤忠商事入社。保険部配属[3]。
- 1989年4月：Cosmos Services Co. Let（香港）駐在[3]。
- 1994年4月：伊藤忠商事保険部[3]。
- 1996年4月：伊藤忠保険サービスへ出向。
- 1997年10月：伊藤忠インシュアランス・ブローカーズへ出向。
- 1998年8月：伊藤忠商事労働組合専従（本部書記長）。
- 2000年6月：Honda & Associates, Inc.（シカゴ）駐在。
- 2001年4月：Cosmos Services（America） Inc.（シカゴ）駐在。
- 2001年11月：Cosmos Services（America） Inc.（ニューヨーク）駐在。
- 2003年4月：伊藤忠商事保険営業開発部長。
- 2006年4月：伊藤忠保険サービス取締役副社長。
- 2015年4月1日：伊藤忠商事生活資材部門長 兼 伊藤忠建材取締役[1]。
- 2018年4月1日：伊藤忠商事食品流通部門長代行。
- 2019年4月1日：伊藤忠商事人事・総務部長 兼 人事・総務部コンプライアンス責任者。
- 2021年4月1日：ファミリーマート取締役常務執行役員CSO 兼 経営企画本部長。